# Плэй-пирсинг
Плэй-пи́рсинг (англ. play piercing — «прокол-игра») — вид пирсинга, характеризующийся декоративной функцией с целью самоудовлетворения, временного украшения, создания рисунка, редко используемый для постоянного ношения.

## Описание
В основе плэй-пирсинга лежит создание некой композиции с помощью серёг, медицинских игл, лент и прочих атрибутов, из которых складывается картинка (спирали, звёзды, серпантины и прочее), которые спустя непродолжительное время снимаются (непостоянный плэй-пирсинг), или, по желанию прокалываемого, снимается вся декоративная часть и оставляются только серьги (постоянный плэй-пирсинг). Делается он по разным причинам: часть ритуала, духовный поиск себя, развлечение, выставка или фотография, попытка нахождения своего порога боли, ну или банально от скуки.
При плэй-пирсинге очень важно, чтобы все используемые материалы были стерильны и гипоаллергенны. Так, как данный вид пирсинга по сути мало чем отличается от обычного, необходимо соблюдение норм гигиены и медицинских норм, таких как стерильность украшений, инструментов, перчаток на мастере, обработка мест прокола антисептиками.
Плэй-пирсинг — достаточно непростой вид пирсинга, при котором используется несколько разных техник. Их отличие в количестве затрагиваемых слоёв кожи. Новичкам советуется задействование тонких слоёв, с использованием тонких игл от инсулиновых шприцев, после чего кожа почти не травмируется и ранки быстро затягиваются, почти не оставляя отметин. Более опытным мастерам можно прибегать и к более толстым слоям кожи, но главное — не задеть жировую ткань. В любом случае, при решении оставить пирсинг надо знать, что более чем в половине случаев идёт отторжение украшения и со временем под ним наращивается ткань, которая буквально выталкивает серёжку.
Также стоит упомянуть о том, что и́глы не обязательно должны выходить наружу. Часто кончик иглы остаётся в коже, что применяется в основном при украшении груди и ягодиц. Однако, при таком пирсинге надо помнить, что его нельзя носить больше, чем 15 минут, иначе это грозит появлением гематом.

## Наиболее распространённые формы
Наиболее распространёнными формами плей-пирсинга являются корсет (Corset Piercing) и смайлик (Smiley Face).

### Корсет
Корсетом называется форма плэй-пирсинга, в которой в два или более рядов делаются проколы, в которые вставляются кольца, через которые продеваются ленты, что своим внешним видом имитирует корсет. В своём большинстве он делается на спине, но также может быть сделан и на локте, подъёме стопы, животе, груди и прочих частях тела. В основном делается девушками. Количество колец обычно варьируется от 6 до 15, но может достигать и намного большего числа. Приживается очень редко.

### Смайлик
Смайлик (англ. smiley face — «улыбающееся лицо») часто представляет собой комбинацию из плоскостного пирсинга с видимыми лишь шариками на поверхности кожи и кольца, образующих собой улыбающуюся рожицу. Порой фантазия идёт дальше и можно увидеть совершенно удивительные интерпретации этой самой рожицы, с использованием плоскостного пирсинга и имплантата-кольца и прочих.